# Franco Donatelli
Franco Donatelli (1924-1995) est un auteur de bande dessinée italien qui a utilisé les pseudonymes Frank Well et Donatell. Dessinateur réaliste spécialisé dans la bande dessinée d'aventure à grande diffusion, il a touché un large lectorat malgré des qualités graphiques comme narratives limitées.